# Chris Pelzer
Chris Pelzer (* 20. Jahrhundert) ist ein US-amerikanischer Filmproduzent, Filmregisseur und Autor, der 1986 mit einem Oscar für den Kurzfilm Molly’s Pilgrim ausgezeichnet wurde.

## Leben
Pelzer besuchte die New York University und schloss dort mit dem Master of Fine Arts ab. An der Boston University schloss er im Fach Englische Sprache und Literatur mit einem A.B. ab. Des Weiteren war er an der Keele University. Außerdem wurde er im Red River Army Depot ausgebildet. Vor seiner Zeit beim Film arbeitete er als Koordinator bei der Botschaft der Vereinigten Staaten, wo er sich um die Belange ehemaliger Studenten kümmerte.
Pelzers Einstieg ins Filmgeschäft mit dem Kurzfilm Molly’s Pilgrim, für den er zusammen mit Jeffrey D. Brown die Verantwortung trug, wurde 1986 mit einem Oscar in der Kategorie „Bester Kurzfilm“ (Live Action) belohnt. Pelzers nächste Arbeit erstreckte sich auf den Kurzfilm The Hating Movie, bei dem er Regie führte. Anschließend arbeitete er fürs Fernsehen, so auch für die Zeichentrickserie Inhumanoids, für die er 13 Episoden co-produzierte, sowie die Animations-Fernsehserie Potato Head Kids. Außerdem trat er bei der animierten Fantasyserie My Little Pony ’n Friends in 61 Folgen als Co-Produzent auf.

## Filmografie (Auswahl)
- 1985: Molly’s Pilgrim (Kurzfilm; Produzent, Autor)
- 1986: The Hating Movie (Kurzfilm; Regie)
- 1986: Moon Dreamers (Fernsehserie, 2 Folgen; Produzent)
- 1986: The Glo Friends (Fernsehserie; Co-Produzent)
- 1986: Inhumanoids (Fernsehserie, 13 Folgen; Co-Produzent)
- 1986: Potato Head Kids (Fernsehserie; Co-Produzent)
- 1986: Inhumanoids: The Movie (Video; Co-Produzent)
- 1986, 1987: My Little Pony ’n Friends (Fernsehserie, 61 Folgen; Co-Produzent)
- 1987: Jem – The Middle of Nowhere (Fernsehserie; Autor)

## Auszeichnung
- 1986: Oscar-Gewinner zusammen mit Jeffrey D. Brown und dem Film Molly’s Pilgrim